# Aprostocetus eupatorii
Aprostocetus eupatorii är en stekelart som beskrevs av Kurdjumov 1913. Aprostocetus eupatorii ingår i släktet Aprostocetus och familjen finglanssteklar. Inga underarter finns listade i Catalogue of Life.